# Río Trinidad
El río Trinidad es un curso natural de agua que nace de los deshielos de uno de los glaciares del campo de hielo patagónico sur y tras corto trayecto descarga sus aguas en el fiordo Exmouth, una derivación hacia el este del fiordo Eyre.

## Historia
Luis Risopatrón lo describe en su Diccionario Jeográfico de Chile en 1924:: 903 
Trinidad (Rio). 49° 25' 73° 35' Es correntoso, sale de un portón de ventisquero, corre hacia el N W i se vácia en el fondo del brazo central del estero Eyre. 156; i 162, i, p. 25.